# Hadiállapot Lengyelországban (1981–1983)
Az 1981–1983 között fennállt lengyelországi hadiállapotot (lengyelül: stan wojenny) Wojciech Jaruzelski tábornok, a Lengyel Népköztársaság miniszterelnöke, egyben a Lengyel Egyesült Munkáspárt (lengyel rövidítése: PZPR, magyar rövidítése: LEMP) első titkára rendelte el azzal a céllal, hogy megállítsa a Szolidaritás Független Szakszervezet (Solidarność) által elindított demokratizálási folyamatot, szétverje az aktivizálódott demokratikus politikai és civil szerveződéseket, és megszilárdítsa az állampárt megrendült politikai hatalmát. Az 1981. december 13-án bevezetett hadiállapot keretében a hadsereg ellenőrzése alá helyezték a teljes közigazgatást és a gazdaság irányítását. Felfüggesztették az állampolgárok alkotmányos polgári jogainak gyakorlását. A Szolidaritást betiltották. Az egész országra kiterjedő letartóztatási, internálási és egyéb elnyomó intézkedéseket foganatosítottak. A rendkívüli állapotot 1983-ban hivatalosan felfüggesztették, a jogkorlátozó intézkedések többségét azonban továbbra is alkalmazták, enyhülés csak 1986-tól indult el, a Gorbacsov SZKP-főtitkár nevéhez köthető szovjet peresztrojka-folyamatok hatására.

## Előzmények
Az 1970. decemberi lengyelországi munkásfelkelést a lengyel államhatalom, Wojciech Jaruzelski tábornok, honvédelmi miniszter vezetésével véres erőszakot alkalmazva leverte. Az események nyomán lecserélték a Lengyel Egyesült Munkáspárt (LEMP) felső vezetését. A hatalomra került új első titkár, Edward Gierek új gazdaságirányítási módszereket alkalmazott. Vezetése alatt a következő néhány évben Lengyelország gazdasági fellendülést élt meg. A nyugati sajtóban gyakran „lengyel gazdasági csodaként” emlegetett átmeneti konjunktúrát azonban elsősorban a Nyugat-Németországtól felvett, nagy összegű hitelekből finanszírozták. 
Az 1970-es évek közepén a lengyelországi gazdasági helyzet ismét romlani kezdett. A kormányzat megszorításokra kényszerült. Az addigi állami támogatások leépítése következtében a fogyasztói árak jelentősen megemelkedtek. A drágulási hullám a megélhetési költségek drámai növekedését okozta, emiatt 1976 júniusában az egész országra kiterjedő tiltakozások és sztrájkok kezdődtek. 
A pártvezetés rendőri erőszakkal verte le e népfelkelést. A varsói Ursus Traktorgyárban kialakult összecsapásban egy tüntetőt megöltek, a közép-lengyelországi Radomban is életét vesztette egy tiltakozó.

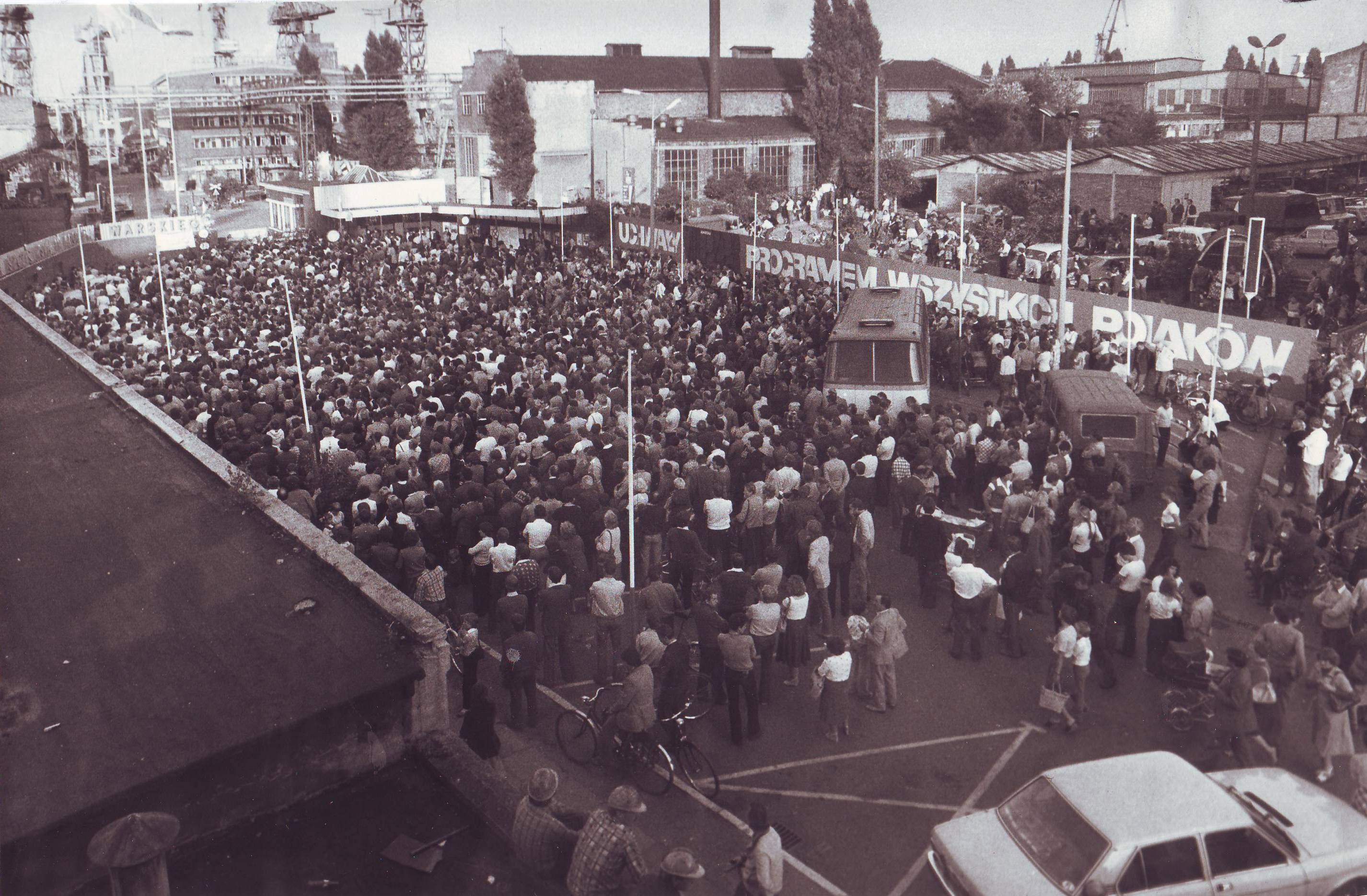
Sztrájkolók nagygyűlése a szczecin-i hajógyárban (1980)

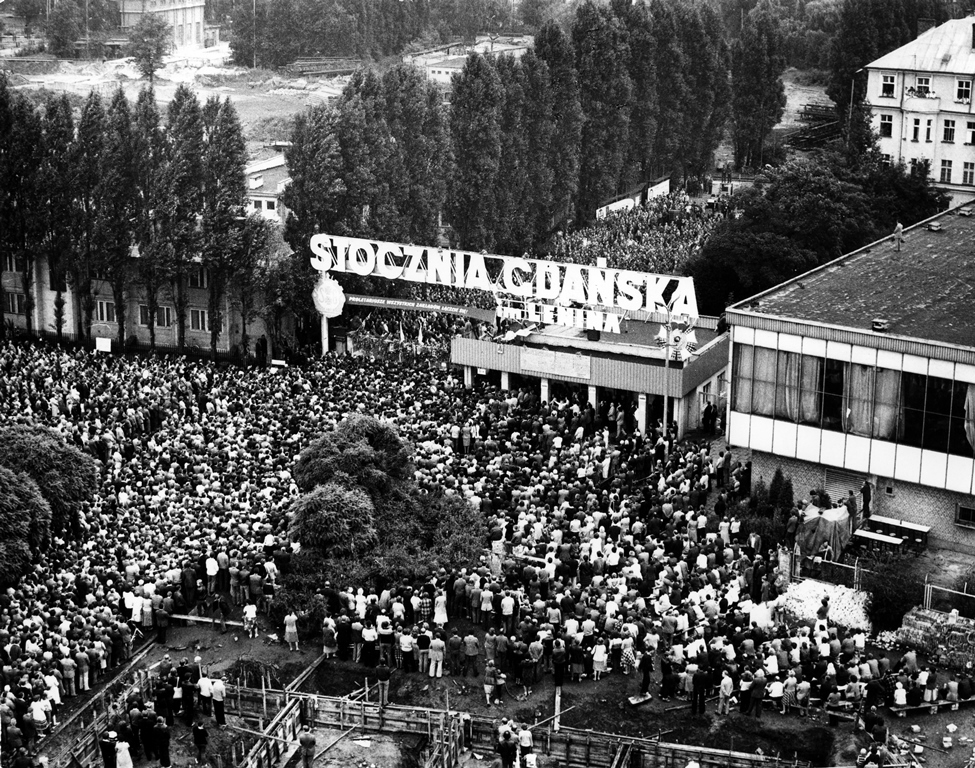
Sztrájk a gdansk-i Lenin Hajógyárban 1980 augusztusában

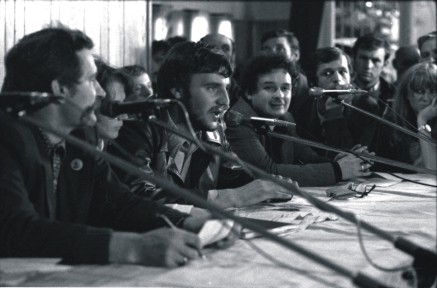
Gyűlés a gdański Lenin Hajógyárban: Balról jobbra: Lech Wałęsa, Andrzej Kołodziej és Lech Kaczyński (1980. augusztus)

A tovább romló gazdasági és társadalmi helyzet miatt a lakosságban tovább növekedett az elégedetlenség. 1980 augusztusában széles körű sztrájkhullám robbant ki. 
Ennek során a gdański Lenin Hajógyárban a küldöttek megalakították a Szolidaritás Független Szakszervezetet (Solidarność), amely magában egyesítette az addig szétforgácsoltan működő illegális ellenzéki csoportokat és a demokratikus érdekvédelmi szervezeteket. Az egész keleti blokkban ez lett az első ilyen összetételű és célú szervezet. Első vezetője Lech Wałęsa lett. 
A munkások széles tömegeinek mozgolódása nehéz helyzetbe hozta a LEMP vezetőségét. Az országos sztrájkbizottsággal való kemény tárgyalások nyomán, a LEMP vezetésében lefolytatott súlyos belső vitákat követően 1980. augusztus 31-én sikerült megkötni a gdański egyezményt (más néven „augusztusi egyezményt”), egy valódi társadalmi szerződést a sztrájkbizottság valamint a lengyel kormányzat között. Ennek értelmében a kormány elfogadta a sztrájkbizottság 21 pontos követeléslistáját és törvényesnek ismerte el a Wałęsa által vezetett Szolidaritás Szakszervezetet. A LEMP vezetése elutasította a megállapodást. Szeptember 6-án elmozdították tisztségéből a túl engedékenynek minősített Edward Giereket, a LEMP első titkárát, helyére a keményvonalasnak tartott Stanisław Kaniát helyezték. Az új, független szakszervezetbe a következő néhány hónap során csaknem tízmillió lengyel dolgozó kérelmezte tagként való felvételét.
A kommunista állampártok – nemcsak a LEMP, hanem a Leonyid Brezsnyev által vezetett SZKP – vezetése is tudatában volt annak, hogy a Szolidaritás működése fenyegetést jelent az állampártok hatalmára, így a szocializmusnak nevezett proletárdiktatúra államformájára is. A moszkvai SZKP-vezetőség folyamatosan növekvő nyomás alatt tartotta a lengyel párt- és állami vezetést, követelve a „rend helyreállítását” Lengyelországban.
1981 áprilisában titkos találkozóra került sor a Lengyel Népköztársaság és a Szovjetunió pártvezetői között Breszt városában, a belarusz–lengyel határ közelében. Jurij Andropov, a KGB főnöke és Dmitrij Usztyinov marsall, szovjet honvédelmi miniszter sürgették a lengyel tárgyalópartnereiket, Stanisław Kania első titkárt, és Wojciech Jaruzelski honvédelmi minisztert, hogy erőszakkal verjék le a demokratikus ás tiltakozó mozgalmakat. A szovjet vezetők felajánlották, hogy a Varsói Szerződés tagállamai, úgymond „szükség esetén” csapatokat küldhetnek Lengyelországba, „baráti támogatás” formájában. Kania és Jaruzelski ezt a megoldást „lehetetlennek“ minősítették, de kötelezték magukat, hogy „saját eszközeikkel” helyreállítják a „nép”, azaz az állampárt hatalmát.
1981. október 18-án Stanisław Kania lemondani kényszerült, mert a moszkvai pártvezetés (és a Moszkva-barát, keményvonalas lengyel pártfrakció) szerint túl sok engedményt tett az ellenzéknek. A LEMP új vezetőjévé Jaruzelski tábornokot, honvédelmi minisztert választották meg, aki 1981. február óta már egyben a miniszterelnöki tisztséget is betöltötte. A három kulcspozíciót egyszerre birtokló tábornok színre lépésével a LEMP pártapparátusában és az egész államigazgatásban megnőtt a hadvezetés befolyása. A következő hónapban Jaruzelski több szűk körű megbeszélést folytatott a moszkvai párt- és állami vezetőkkel, és tudtukra adta, hogy olyan intézkedéseket tervez, mint egykor Józef Piłsudski marsall, a független Lengyelország megalapítója, aki 1926-ban katonai hatalomátvétel útján lett úrrá az országban uralkodó politikai bizonytalanságon. Jaruzelski arra számított, hogy Lengyelország népe, ahogy 1926-ban is, most is meg fogja érteni az intézkedés szükségességét.
A szovjet és a lengyel fél közös propagandakoncepcióban egyezett meg. A szovjet katonai vezetés személyiségei katonai inváziót helyeznek kilátásba. Ezzel a fenyegető lehetőséggel szemben a lengyel katonai vezetés által, saját katonaság részvételével bevezetendő hadiállapot a „kisebbik rossznak” minősül, és ezt mind a lengyel országlakosság, mind a nyugati politikai vezetők el fogják fogadni. Az SZKP Politikai Bizottságának jegyzőkönyve egyértelműen rögzítette: „A belső reakciós erők és a nemzetközi imperializmus erői egyaránt rettegnek attól, hogy a Szovjetunió katonai intervenciós erőt küldhet Lengyelországba. Ez a félelem fékezi az ellenforradalmat, ezért ezt maximális mértékben ki kell használnunk.”

## A hadiállapot kihirdetése, 1981. december 13.

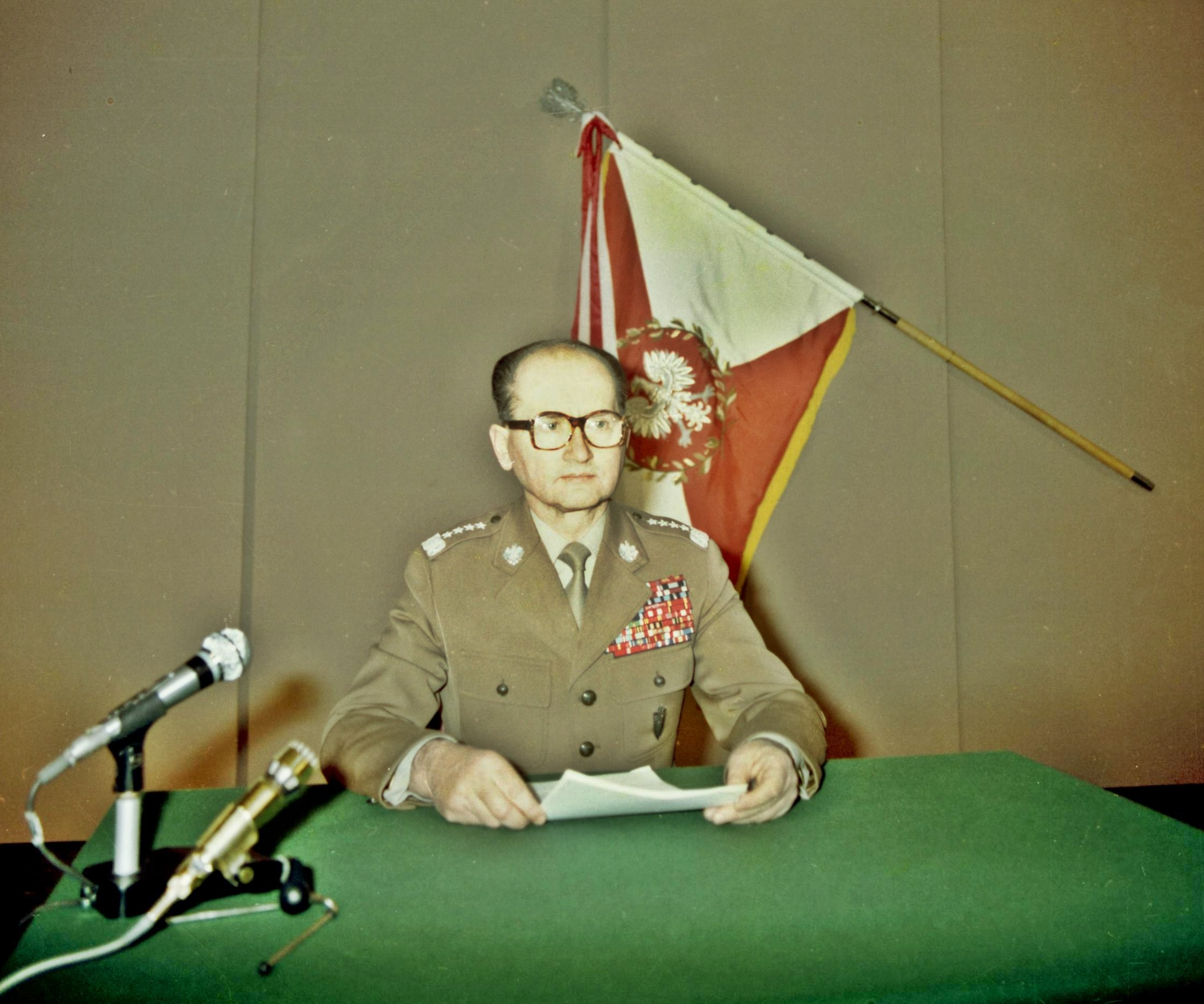
Jaruzelski tábornok bejelenti a hadiállapot bevezetését az állami televízióban (1981. december 13.)

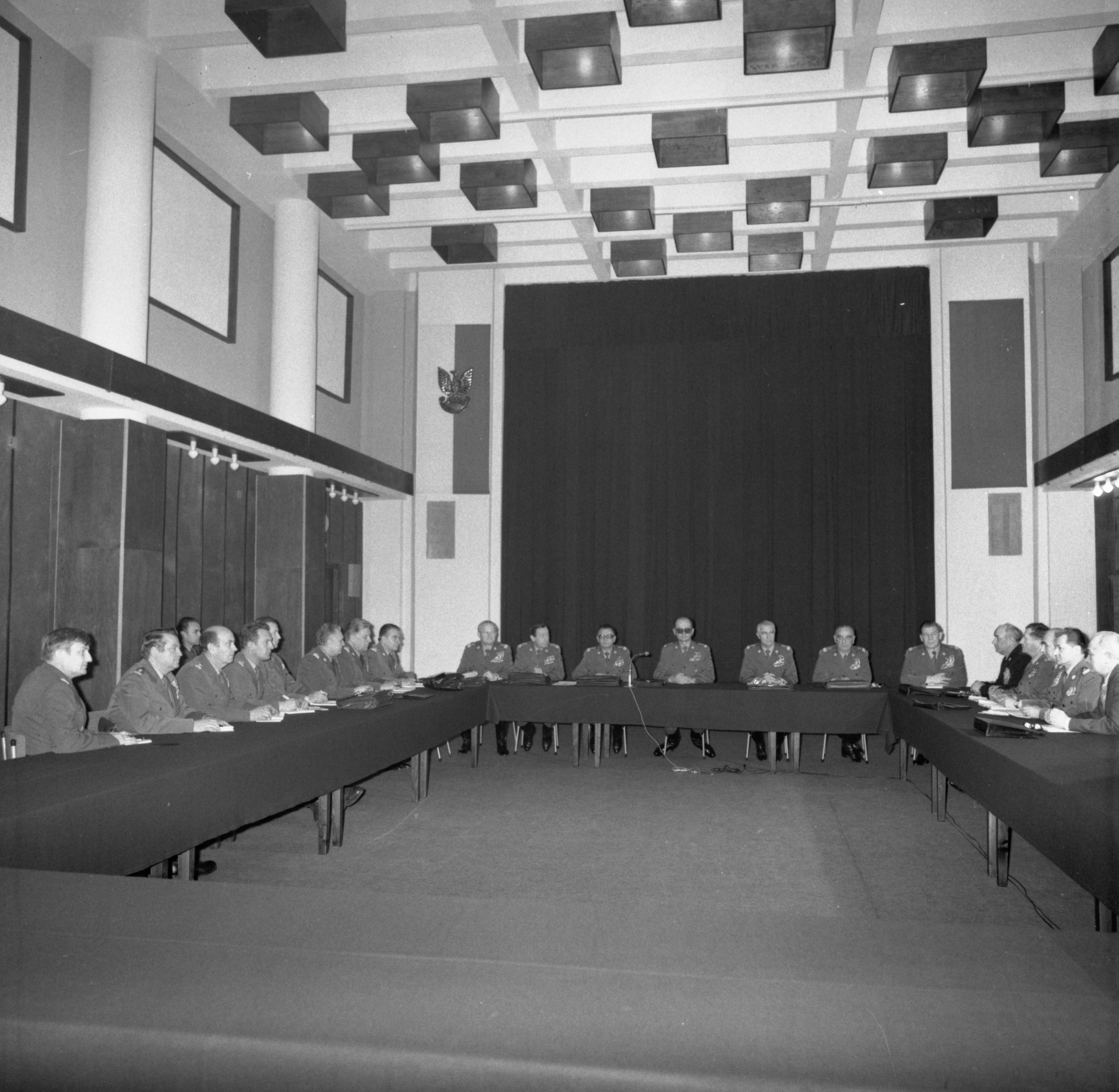
A Nemzeti Megmentés Katonai Tanácsának ülése, 1981. december 14.

A Szolidaritás vezetősége készen állt egy kompromisszumos megállapodás megkötésére. Ennek ellenére Jaruzelski utasítására az 1981. december12-éről december 13-ára virradó éjszaka a Lengyel Néphadsereg, valamint az összes állambiztonsági fegyveres testület, köztük a Polgári Milícia (Milicja Obywatelska) elnevezésű készenléti rendőrség, és annak tömegoszlatásra, sztrájkok és demonstrációk leverésére szakosodott egysége, a Motorizált Különleges Tartalék, a „ZOMO” (Zmotoryzowane Odwody Milicji Obywatelskiej), kivonultak laktanyáikból, elfoglalták a kulcsfontosságú közterületeket és átvették a hatalmat egész Lengyelországban. Ezen a napon 70 000 katona és a ZOMO 30 000 fegyverese került bevetésre. Kijárási tilalmat hirdettek ki, és szerte az országban forgalomellenőrző pontok hálózatát állítottak fel.
Aznap éjjel több mint 3000 személyt vettek őrizetbe, köztük a Szolidaritás teljes vezetőségét, és nagyszámú, ellenzékiként számon tartott értelmiségit. De letartóztatták a LEMP több korábbi vezető funkcionáriusát is, köztük Edward Giereket és Piotr Jaroszewiczet. A Szolidaritás működését felfüggesztették. 
1981. december 13-án, vasárnap kora reggeltől kezdve a lengyel állami televízió folyamatosan, óránként ismételve sugározta Jaruzelski korábban felvett beszédét, amelyben az egyenruhát viselő tábornok bejelentette a Nemzeti Megmentés Katonai Tanácsának (Wojskowa Rada Ocalenia Narodowego, WRON) megalakulását és az egész országra kiterjedő rendkívüli állapot bevezetését. 
A Nemzeti Megmentés Katonai Tanácsa 15 tábornokból, egy tengernagyból és öt ezredesből állt. A Tanácsot maga Jaruzelski tábornok vezette, tagjai között volt Florian Siwicki hadseregtábornok, a vezérkar főnöke, a lengyel fegyveres erők parancsnoka és Czesław Kiszczak hadseregtábornok, a katonai titkosszolgálat vezetője. 
A Lengyel Népköztársaság 1981-ben hatályban lévő (1952-ben elfogadott) alkotmánya nem tartalmazott törvényes lehetőséget efféle szerv létesítésére, ennek ellenére a Lengyel Államtanács tagjai a Katonai Tanács megalakítását és összes rendelkezését elfogadták.

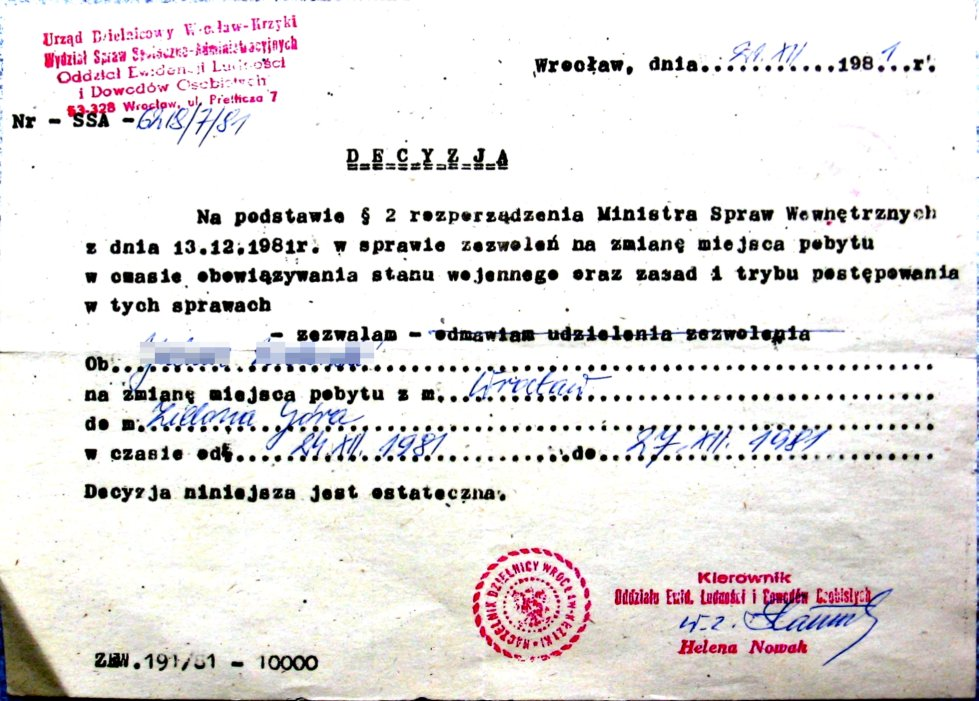
Városon kívülre utazáshoz kiadott hatósági engedély (przepustka)

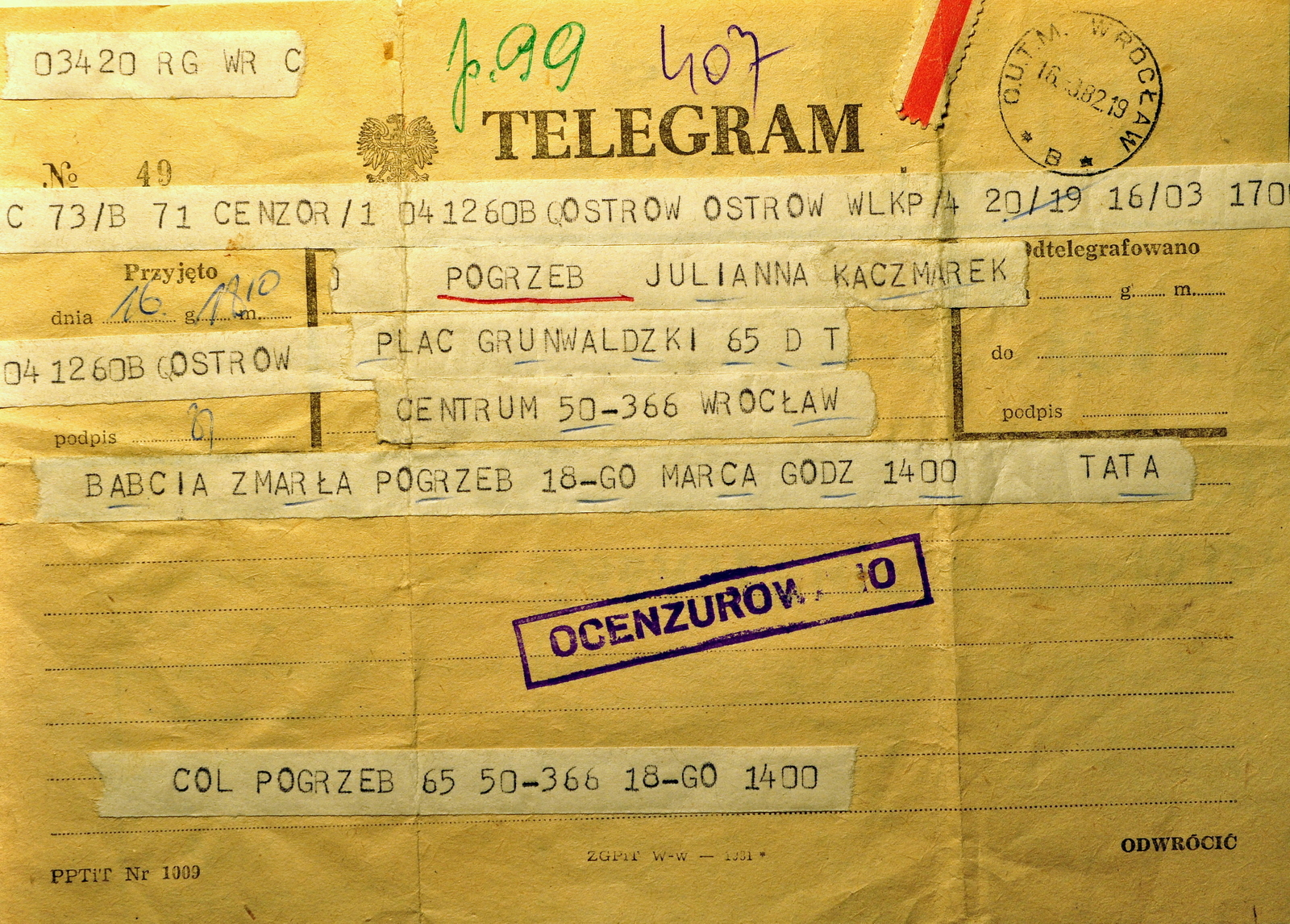
Cenzúrázott távirat (1982)

A hatósági és államigazgatási épületeket, a nagyobb ipari üzemeket, a hírközlés (rádió és televízió) központjait, a posta berendezéseit elfoglalta a katonaság, működésüket szoros ellenőrzés alá vonták,  irányításukat a hadsereg vezetése által kijelölt tisztek vették át. A televízióban a híreket és bejelentéseket egyenruhás katonák olvasták be. Korlátozták az állampolgári szabadságjogokat, szűkítették és ellenőrizték az egyének szabad mozgását, felfüggesztették a gyülekezés szabadságát. Az egész országban kijárási tilalmat vezettek be.
A hadiállapot statáriális rendelkezései értelmében a városok közötti („interurbán”) telefonkapcsolatokat egy hónap időtartamra teljesen kikapcsolták, hogy megszakítsák a Szolidaritás helyi szervezetei közötti összeköttetéseket. A későbbiekben a telefonszolgáltatást helyreállították, de a kapcsolóközpontokba automatikus „bemondókészülékeket” telepítettek, és minden telefonáló egyperces időközönként az „ellenőrzött beszélgetés” („rozmowa kontrolowana”) figyelmeztetést hallhatta. A közlés a megfélemlítést szolgálta, mert ténylegesen nem hallgattak le minden egyes  telefonbeszélgetést.

## A hadiállapot

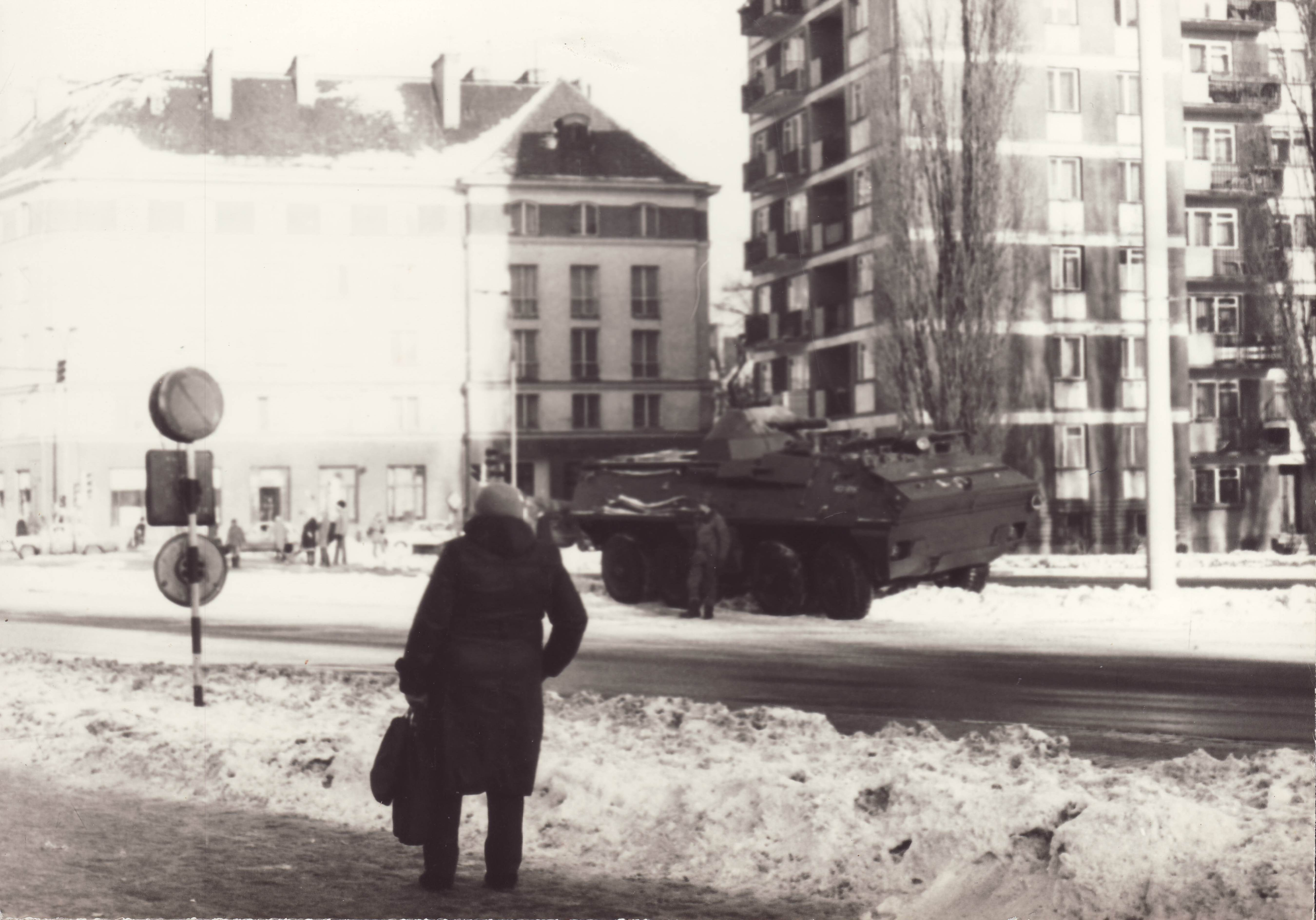
SKOT páncélozott jármű a lengyel utcán (1981/82)

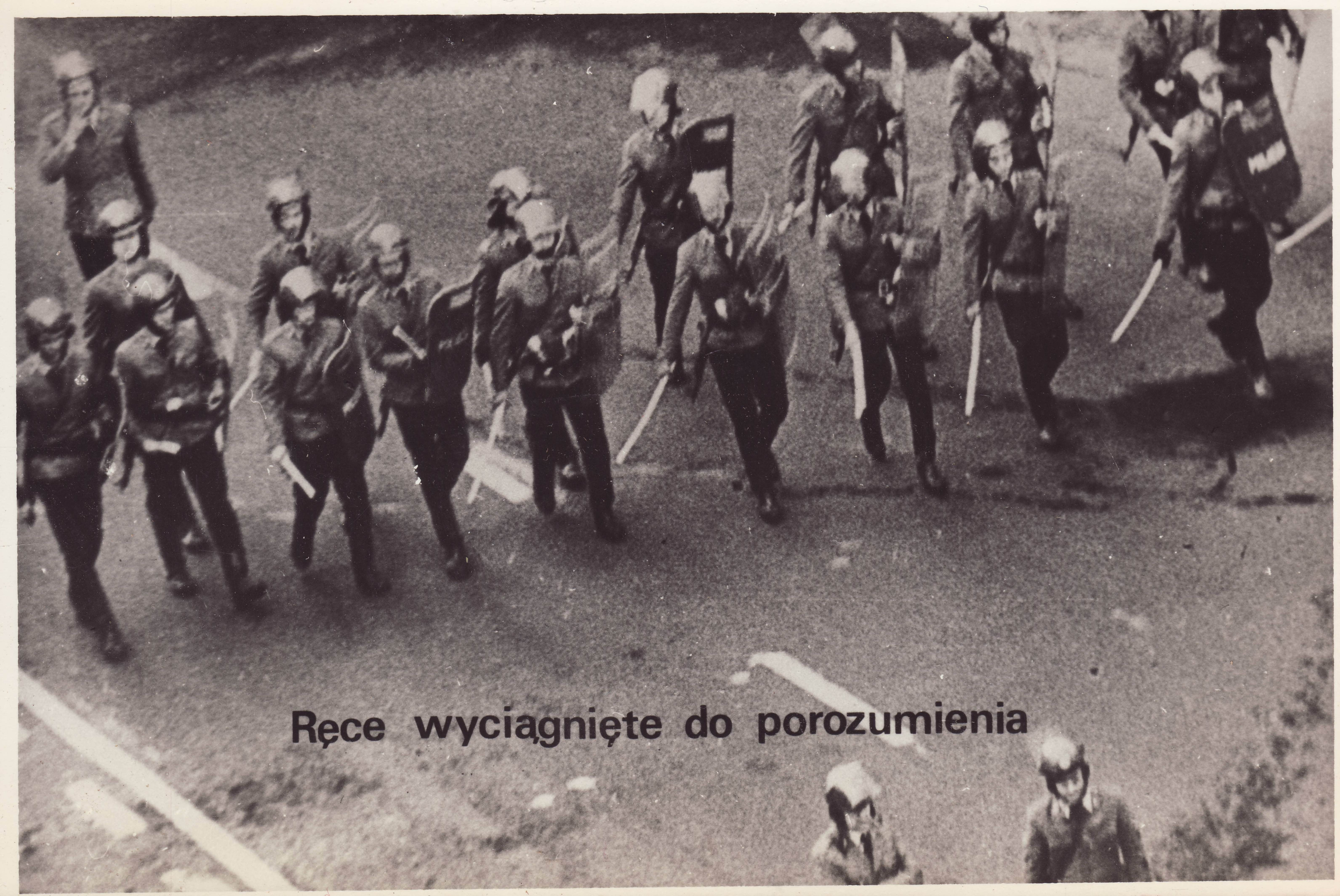
A ZOMO rohamegysége tüntetők ellen vonul (ismeretlen helyszín)

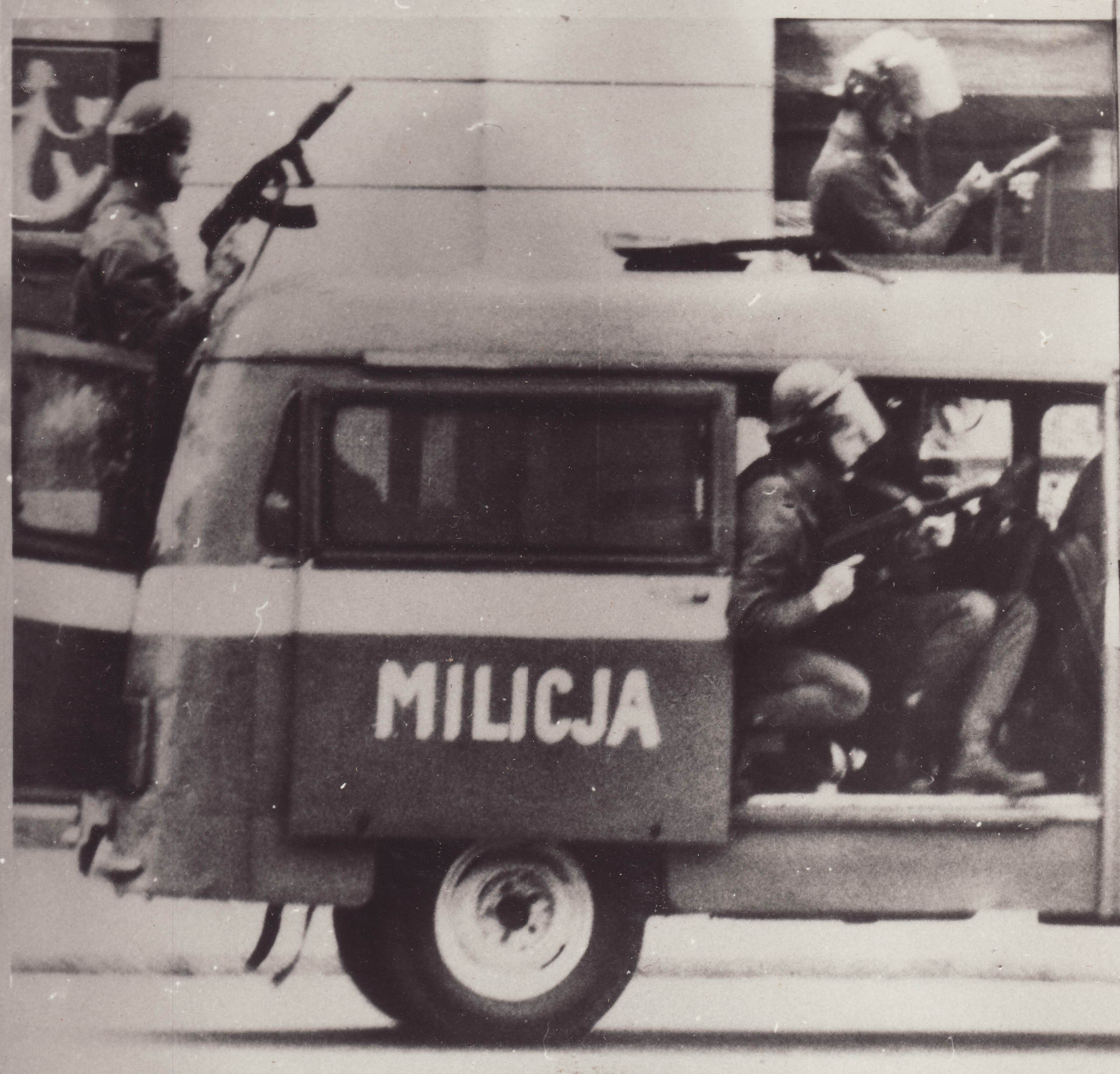
A ZOMO motorizált tömegoszlató egysége

A hadiállapot fennállása alatt összesen mintegy 10 000 személyt internáltak. 
A politikai foglyok gyermekeit a legtöbb esetben elvették a családtól és állami nevelőotthonba adták. 
A politikai rendőrség karhatalmi egysége, a ZOMO a hadiállapot hónapjaiban 350-nél több sztrájkot és a hadiállapot ellen tiltakozó tüntetést vert szét.
1981. december 14-én a katowicei Wujek szénbányában (Kopalnia Węgla Kamiennego Wujek) a Szolidaritás szakszervezet tagjai tiltakozó sztrájkot kezdtek és elfoglalták a bánya épületeit. A Zomo fegyveresei megrohamozták a létesítményt, az egyoldalú harcban kilenc bányászt agyonlőttek, 21-et súlyosan megsebesítettek.
A hadiállapot fennállása alatt lezajlott összecsapásokban a ZOMO emberei összesen 25 sztrájkoló munkást és tüntetőt öltek meg.
A katonák és rendőrök által megölt áldozatok mellett a demokratikus civil mozgalom politikai aktivistái közül további mintegy tizenkét személyt gyilkoltak meg úgymond „ismeretlen személyek”. A polgári szabadságjogok korlátozása és az üldöztetések nyomán az értelmiség körében emigrációs hullám indult el. A hadiállapot két éve alatt a Lengyel Népköztársaságot mintegy 22 000 mérnök, 3000 orvos és 3000 egyéb felsőfokú diplomával rendelkező szakember hagyta el, családtagjaikkal együtt.
Lengyel értelmiségiek és művészek csoportjai már három héttel a hadiállapot bevezetése után, 1982. január elején a nyugati sajtóhoz eljuttatott nyílt levélben követelték a szükségállapot feloldását. Az aláírók közül Stanisław Lem 1982-ben menekült Nyugat-Berlinbe, és csak 1988 után tért vissza hazájába.
A Szolidaritás működésének felfüggesztésére adott válaszként 1982 júniusában Kornel Morawiecki Wrocławban megalapította a Harcoló Szolidaritás (lengyelül: Solidarność Walcząca) illegális szervezetet, a Szolidarítás radikális szárnyát, mely a katonai kormányzat elleni információs hadviselést tűzte zászlajára. Retorikája és jelképrendszere a második világháborúban harcoló, németellenes Honi Hadsereg felfogását tükrözte, céljaiként a lengyel kommunista államvezetés elleni harcot, a Szovjetuniótól való függés megszüntetését, a nemzetállamok önrendelkezését jelölte meg.
1982. október 8-án a katonai kormány által kezdeményezett új szakszervezeti törvényt fogadtak el, amelyben a Szolidaritás működését véglegesen betiltották. (A tilalmat a kommunista államvezetés egészen a lengyel rendszerváltást megalapozó kerekasztal-tárgyalások megkezdéséig fenntartotta. A Szolidaritás létezését és működését csak 1989. április 5-én ismerték el ismét törvényesnek).

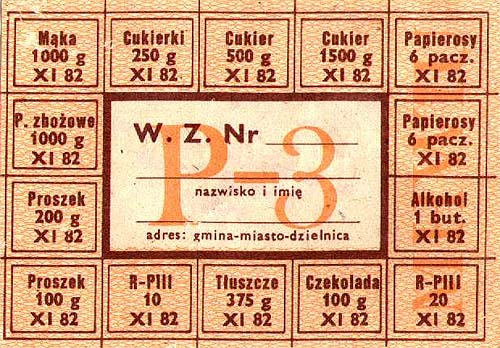
Élelmiszerjegy, a hadiállapot során bevezetett jegyrendszerben)

A népgazdaság irányítását szigorú katonai felügyelet alá helyezték. A radikális intézkedéstől a Lengyel Egyesült Munkáspárt a gazdaság stabilizálódádát remélték. Elvárásaikkal ellentétben azonban a gazdasági helyzet a hadiállapot hatálya alatt is tovább romlott. Ehhez döntően hozzájárultak azok a gazdasági és pénzügyi szankciók, amelyeket Ronald Reagan elnök kezdeményezésére az Amerikai Egyesült Államok és több nyugat-európai állam a lengyel kormánnyal szemben bevezetett. Az országban rövidesen élelmiszerhiány alakult ki, az alapvető élelmiszerek eltűntek a legális kereskedelemből. Az alapvető élelmiszerekre – kenyérre, húsra, cukorra, lisztre – szükségessé vált a jegyrendszer bevezetése. A gyógyszerellátás gyakorlatilag összeomlott. Megszokottá váltak az üzletek előtt kígyózó, a hiánycikkek érkezésére váró hosszú sorok. A bruttó nemzeti termék értéke 25%-kal esett vissza. A gazdasági minisztérium jelentősen csökkentette az élelmiszerek és a háztartási energia árának támogatását, ennek következtében a háztartások létfenntartási kiadásai megháromszorozódtak.
A betiltott Szolidaritás illegalitásba kényszerült vezetői, köztük Zbigniew Bujak és Władysław Frasyniuk ismét hozzákezdtek régi, föld alatti konspiratív hálózataik újjáépítéséhez. A szigorú cenzúra megkerülésére szamizdat kiadványokat készítettek és terjesztettek. Nemhivatalos szociális hálót építettek ki, mely a lebukottak, bebörtönzöttek és internáltak jövedelem nélkül maradt családtagjait támogatta. Létrehozták a Szolidaritás határon kívüli irodáit, amelyek a nyugati sajtóval való kapcsolatot tartották.
1982. július 20-án, a rendkívüli állapot következő szakaszában a Lengyel Egyesült Munkáspárt egy új, népfront jellegű politikai mozgalmat hozott létre, Nemzeti Újjászületés Hazafias Frontja (lengyel nevén Patriotyczny Ruch Odrodzenia Narodowego, röviden PRON ), amely – az alapító kormánypárt vezetőségének szándékai szerint – ernyőszervezetként össze kívánta fogni az összes olyan politikai és érdekvédelmi szervezetet és mozgalmat, mely nem tartozott a Szolidaritáshoz. Ennek révén remélték létrehozni a társadalmi kiegyezést és az össznemzeti egyetértést.
1982. augusztus 31-én, a Szolidaritás első (eredeti) alapításának második évfordulóján, Varsóban 120 000 -en tüntettek a hadiállapot ellen tiltakozva, a szabadságjogok helyreállítását követelve. A ZOMO nagyszabású razzia keretében 5000 tüntetőt őrizetbe vett, ebből összecsapások és szabályos utcai harc alakult ki, melynek során legalább öt tüntető életét vesztette.
1983. július 22-én, Lengyelország Újjászületésének napján a kormányzat hivatalosan bejelentette a hadiállapot feloldását. (Ez a nap 1952-től 1989-ig a kommunista vezetésű Lengyel Népköztársaságban hivatalos állami ünnepnap volt, emlékezve a második világháború utáni, szovjetek által támogatott moszkovita kormány, a Lengyel Nemzeti Felszabadítási Bizottság (Polski Komitet Wyzwolenia Narodowego, PKWN) 1944. július 22-ei megalakulására).

## A hadiállapot hivatalos feloldása után
A hadiállapot feloldása után az állami médiák élére ismét civil személyek kerültek, a LEMP vezető funkcionáriusai visszakapták döntései jogköreiket. A gazdasági életben elindultak reformista törekvések, de a gyenge és akadozó intézkedések nem hoztak gazdasági fellendülést. Fennmaradt a hiánygazdaság, a deficites gazdálkodás, felvirágzott a feketepiac.
Nem csökkent a belpolitikai elnyomás sem. Csak azokat az ellenzéki személyeket engedték szabadon, akiket bírósági eljárás és ítélet nélkül internáltak ill. tartottak fogva. A politikai perekben elítélt több ezer politikai aktivista azonban továbbra is börtönben maradt. Az ismét meginduló tüntetéseket továbbra is brutális erőszakkal verték le, a betiltott Szolidaritás Szakszervezet illegalitásba vonult vezetőinek neve továbbra is a rendőrség körözési listáin szerepelt. A sajtóban és a többi médiában fennmaradt a szigorú állami cenzúra. Erős elnyomó apparátus épült ki. A hadiállapot hivatalos feloldása után egy évvel a lengyel állambiztonsági szolgálatnak (Służba Bezpieczeństwa, SB) 70 000 saját alkalmazottja és több tízezer beépített informátora (besúgója) volt. Ez a lengyel sztálinista rendszert követő időszak (1954–1989) teljes történetében a legmagasabb szám.
A jogfosztó intézkedéseket továbbra is alkalmazták. A politikai tevékenységet korlátozták, az ellenzékiek magánéletét továbbra is szigorú megfigyelés alatt tartották. A rendőri túlkapások mindennaposak maradtak. A hadiállapot formális feloldása előtt, 1983 májusában varsói rendőrök halálra vertek egy előállított diákot, Grzegorz Przemyket. A gyilkosság résztvevőit felmentették, helyettük ártatlan, de megzsarolható kívülállókat vádoltak meg és ítéltek el. 1984-ben a politikai rendőrség (SB) tagjai elrabolták és meggyilkolták Jerzy Popiełuszko katolikus papot, akinek tevékenységét az állam biztonságára veszélyesnek ítélték. A gyilkosság résztvevőit 1985-ben bíróság elé állították, de rövid büntetés után valamennyien kiszabadultak. Az elnyomást csak 1986-tól kezdve, fokozatosan kezdték enyhíteni, miután világossá vált, hogy a Szovjetunióban – Gorbacsov főtitkárrá választása után – új politikai irányvonal, a peresztrojka bontakozik ki, melytől a Jaruzelski-féle keményvonalas kommunista vezetés kevesebb támogatásra számíthatott.

## Nemzetközi reakciók
A lengyelországi hadiállapot bevezetését az USA és Nagy-Britannia kormánya azonnal élesen elítélte. Megtorló gazdasági szankciókat vezettek be a lengyel kormány ellen, a diplomáciai kapcsolatokat a minimumra csökkentették. Az amerikai kormány 1982-ben felfüggesztette Lengyelország kedvező kereskedelmi státuszát, 1987-ig megvonta a legnagyobb kedvezmény elvének alkalmazását, és megvétózta Lengyelország tagságát a Nemzetközi Valutaalapban.
Helmut Schmidt, az NSZK kancellárja ugyanakkor a hadiállapot bevezetését olyan intézkedésként értékelte, mely hozzásegíthet Lengyel Népköztársaság stabilizálásához és az európai gazdasági-politikai tömbök közötti egyensúly helyreállításához.
A nyugat-európai kormányok vegyesen reagáltak. Többen kiváró álláspontra helyezkedtek (attentizmus). A Varsói Szerződés tagállamai hivatalosan Lengyelország belügyének tekintették az eseményeket. François Mitterrand francia elnök Leonyid Brezsnyev szovjet elnökhöz, az SZKP főtitkárához fordult, közbenjárását kérve. Franciaországban a politikai pártok tömegtüntetéseket szerveztek és tiltakoztak a lengyel hadiállapot ellen, kivéve a Francia Kommunista Pártot és a szakszervezeteket, melyek támogatásukról biztosították a lengyel kormányzat intézkedését.
1982. január 31-én az Egyesült Államok Tájékoztató Ügynöksége (U.S. International Communication Agency, USICA) szervezésében televízióadást indítottak Let Poland Be Poland („Lengyelország maradjon Lengyelország”) címmel, mely bírálta a lengyel kormány intézkedéseit és a demokratikus ellenzék támogatására szólított fel.

## Későbbi fejlemények, értékelések
Jaruzelski tábornok továbbra is a hatalom legfőbb egyszemélyi birtokosa maradt. A hadiállapot feloldása után, 1983. november 22-én lemondott a honvédelmi miniszteri tisztségről, utódja bizalmasa, Florian Siwicki hadseregtábornok lett. A miniszterelnöki posztról Jaruzelski 1985. november 6-án mondott le (utódjává Zbigniew Messnert nevezte ki), őt magát ugyanezen a napon a Lengyel Népköztársaság Államtanácsának elnökévé választották. Jaruzelski emellett folyamatosan megtartotta a LEMP első titkári tisztségét is, ezt csak a lengyel rendszerváltó folyamat felerősödésekor, 1989. július 19-én adta le, amikor az Államtanács intézményét eltörölték, de Jarulzelski ekkor – az Államtanács elnökének posztjáról átlépett a Lengyel Köztársaság elnökének újonnan létrehozott pozíciójába, és ezt megtartotta az első közvetlen elnökválasztásig (1990. november 25.), ahol már nem jelöltette magát, és ahol régi ellenfele, Lech Wałęsa győzött, akit december 22-én iktattak be. Az 1990-es és 2000-es években Jaruzelski ellen több bírósági eljárás is indult, részben az 1970-es megmozdulásokban elkövetett hatósági atrocitások, részben az 1981–83-as alkotmányellenes intézkedések miatt, de a pereket – elsősorban a tábornok romló egészségi állapota miatt – felfüggesztették.
2014-ben bekövetkezett haláláig Jarulzelski mindvégig következetesen hangoztatta a hadiállapot 1981-es bevezetésének szükségességét. Lépését azzal indokolta, hogy ennek elmaradása esetén rövid időn belül a Szovjet Hadsereg katonai inváziójával kellett volna számolni, ami Lengyelország területén polgárháborúhoz és súlyos vérontáshoz vezetett volna.
A Szovjetunió felbomlása (1991) után az SZKP Politikai Bizottság üléseinek jegyzőkönyvei és döntései részben megismerhetőekké váltak. Ezek nem mindenben támasztják alá Jaruzelski állításait egy valós szovjet inváziós fenyegetésről. Több kutató, köztük Vlagyimir Bukovszkij író, egykori szovjet disszidens is nyilvánosságra hozott részleteket a lengyel hadiállapottal összefüggő szovjet dokumentumokból (1995). Bukovszkij egy orosz történészcsoport tagjaként 1992-ben, az SZKP betiltása után, Borisz Jelcinnek, az Orosz Föderáció elnökének megbízásából végzett kutatásokat és gyűjtött dokumentumokat az SZKP Politikai Bizottság és a KGB levéltáraiban.